# Shopping-App
Eine Shopping-App (zusammengesetzt aus dem englischen Wort shopping ‚einkaufen‘ und App) ist ein Anwendungsprogramm, das in der Regel auf mobilen Geräten läuft, wie zum Beispiel Smartphones oder Tablet-PCs, und mit dem über eine Internetverbindung bei einem bestimmten Anbieter online eingekauft werden kann. Auch für Anwendungsprogramme, die händlerunabhängige Einkaufslisten verwalten, wird der Begriff Shopping-App verwendet.

## Anbieter
Shopping-Apps sind eine Form des Mobile Shopping und werden von vielen Onlineshops, Versandhändlern und Dienstleistern zur Verfügung gestellt, wie zum Beispiel von Amazon, Buch.de, Cineplex, Deutsche Bahn, Douglas, Ebay, Mango, Otto, Sportscheck, Thalia.de oder United Cinemas International.
Interessierte Anbieter bekommen von Herstellern von Betriebssystemen für mobile Geräte Hilfestellungen und Empfehlungen für das Design und die Benutzerführung von Shopping-Apps.

## Gefahren
Von Betrügern manipulierte, täuschend echt gestaltete Shopping-Apps werden eingesetzt, um Zugangsnamen und Kennwörter für Online-Shoppingseiten zu erbeuten, Kreditkartendaten abzufischen und über Finanzdienstleister auf Rechnung der Betrogenen einzukaufen. Shopping-Apps, die für Geräte mit dem Betriebssystem Android programmiert sind, sind besonders gefährdet, da die in den entsprechenden App Stores angebotenen Apps nicht systematisch auf Schadprogramme hin überprüft werden.